# 四(1-降冰片基)铁
四(1-降冰片基)铁是一种有机铁化合物，化学式为C28H44Fe，可简写为Nor4Fe。它可由三氯化铁乙醚合物和1-降冰片基锂反应得到。在该反应中，FeIII会被还原为FeII，并产生1,1'-联降冰片烷，然后FeII在与NorLi反应的过程中，歧化为FeIV和单质铁：
2 FeCl3 + 6 NorLi → Nor4Fe + Fe + 6 LiCl + Nor-Nor
它不稳定，室温时即可分解。